# Rhachioplex javanicus
Rhachioplex javanicus là một loài tò vò trong họ Ichneumonidae.